# Termoelektrarna Šoštanj blok 5
Blok 5 je eden od še obratujočih blokov Termoelektrarne Šoštanj.

## Osnovni Podatki bloka 5
- Termoelektrarna Šoštanj
- Naslov: Cesta Lole Ribarja 18, Šoštanj

## Poenostavljena tehnološka shema
| 1. Kotel                | 10. NT - Grelnik vode 4     | 19. Zagonska posoda            |
| 2. Turbina              | 11. Napajalni rezervoar     | 20. Varnostni ventil           |
| 3. Generator            | 12. Napajalne črpalke       | 21. Čiščenje kondenzata        |
| 4. Kondenzator          | 13. VT - Grelnik vode A6    | 22. Hladilni stolp             |
| 5. Kondenzatni črpalki  | 14. VT - Grelnik vode A7    | 23. Priprava dekarbonatne vode |
| 6. Hladilnik kondenzata | 15. VT - Grelnik vode A8    | A Napajanje TP1 ali TP2        |
| 7. NT - Grelnik vode 1  | 16. Ohlajevalnik vode       |                                |
| 8. NT - Grelnik vode 2  | 17. Zagonski razbremenilnik |                                |
| 9. NT - Grelnik vode 3  | 18. Izpustni razbremenilnik |                                |

## Tabela tehničnih podatkov za bloka 5
| NAPRAVA                           | ENOTA                         | BLOK 5                        |        |
| --------------------------------- | ----------------------------- | ----------------------------- | ------ |
| KOTLI                             | Sulzer                        | Sulzer                        | Sulzer |
| Zmogljivost                       | t/h                           | 1.050                         |        |
| Sveža para: tlak                  | bar                           | 183                           |        |
| Temperatura                       | °C                            | 540                           |        |
| Ponovno pregreta para: tlak       | bar                           | 41,5                          |        |
| Temperatura                       | °C                            | 545                           |        |
| Napajalna črpalak zmogljivost     | t/h                           | 3 x 580                       |        |
| Nazivni tlak                      | bar                           | 245                           |        |
| Mlin: število                     | kom                           | 6                             |        |
| zmogljivost                       | t/h                           | 6 x 75                        |        |
| Temparatura dimnih plinov         | °C                            | 160                           |        |
| Izkoristek kotla                  | %                             | 89                            |        |
| Višina dimnika                    | m                             | 230                           |        |
| TURBINA                           | KWU - kondenzacijska, odjemna | KWU - kondenzacijska, odjemna |        |
| Nazivna moč                       | MV                            | 275                           |        |
| Nazivni vrtljaji                  | min−1                         | 3.000                         |        |
| Nazivnin tlak                     | bar                           | 177,5                         |        |
| Hladilna črpalka: zmogljivost     | t/h                           | 2 x 19.250                    |        |
| Hladilni sistem: zmogljivost      | min−1/td>                     | 32.000                        |        |
| Nazivna temperatura hladilne vode | °C                            | 22                            |        |
| Višina hladilnega stolpa          | m                             | 94                            |        |
| GENERATOR                         | KWU                           | KWU                           |        |
| Nazivna moč                       | MVA                           | 406                           |        |
| Nazivni fazni kot                 | cos φ                         | 0,85                          |        |
| Nazivna napetost                  | kV                            | 21 ± 10 %                     |        |
| Nazivni tok                       | A                             | 11.162                        |        |
| Vzbujanje                         |                               | statično                      |        |
| Moč                               | kV                            | 1.220                         |        |
| Napetost                          | V                             | 400                           |        |
| Tok                               | A                             | 3.470                         |        |
| Hlajenje: z vodikom               | bar                           | 3                             |        |
| Specifična poraba<premoga>        | kg/kWh                        | 1,17                          |        |
| Izkoristek blokov                 | %                             | 32                            |        |
| BLOGOVNI TRANSFORMATOR            | Rade Končar                   | Rade Končar                   |        |
| Nazivna moč                       | MVA                           | 377                           |        |
| Prestavno razmerje                | kV                            | 21/400                        |        |
| Kratkostična napetost             | %                             | 10,64                         |        |
| Vezava                            |                               | Yd5                           |        |
| TRANSFORMATOR BLR                 | RADE KONČAR                   | RADE KONČAR                   |        |
| Nazivna moč                       | MVA                           | 42                            |        |
| Prestavno razmerje                | kV                            | 21/10,5                       |        |
| Kratkostična napetost             | %                             | 9,68                          |        |
| Vezava                            |                               | Yy0                           |        |

## Parni kotel Sulzer
Kotel na bloku 5 je Sulzerjev enocevni parni kotel stolpne izvedbe, z dodatno cirkulacijo v uparjalniku in enkratnim ponovnim pregrevanjem. 

Visok je 96 m, do višine 49 m zaprt, nato pa odprt z močnejšo toplotno izolacijo. 

Aktivni del kotla ima obliko prizme, ki je spodaj zožena v lijak. Stene kotla so v plinotesno membrano zvarjene cevi uparjalnika. Do višine 49 m sega gorilna komora, od višine 90m pa je ocevje konvektivnega dela kotla. Stene gorilne komore tvorijo cevi uparjalnika, nad njimi se nahaja stenski pregrevalnik, sledi ocevje končnega pregrevalnika, ponovnega pregrevalnika 2, ponovnega pregrevalnika 1 in grelnik napajalne vode. Na vrhu kotla je bil leta 1999 dodatno vgrajen utilizator (potreba po znižanju temperature dimnih plinov;  ta toplota se uporablja za dogrevanje vode na toplotni postaji).

Napajalna voda, predhodno segreta do 257,5 °C, vstopa v kotel po dveh paralelnih napajalnih vodih do vstopnega kolektorja grelnika vode (ECO), ki je nameščen znotraj membranskih sten v toku dimnih plinov. V dvodelnem protitočnem grelniku vode, sestavljenem iz horizontalno obešenih cevi, se voda segreje do 311 °C in teče v izstopni kolektor skozi membransko steno preko viličastih komadov, ki združujejo dve cevi v en priključek. Tako segreta voda se v mešalnem komadu združi z vročo vodo iz izločevalnika in preko obtočne črpalke potiska v vstopni krožni kolektor na dnu lijaka uparjalnika, ki je s poveznimi cevmi vezan na posamezne vstopne kolektorje uparjalnika.

Uparjalnik, ki je istočasno kurišče, je sestavljen iz 1298 vertikalno obešenih cevi, medsebojno zvarjenih v membransko steno. Pri vrhu kurišča se od sprednje in zadnje stene izdvoji 276 cevi, ki služijo kot nosilne cevi konvektivnega dela kotla. Nad končnim pregrevalnikom se preko viličastih cevi  poveča njihovo število na 552. Nosilne cevi so obešene na nosilno konstrukcijo kotla, istočasno pa tvorijo membransko streho kotla. Od tu se vodi mešanico vode in pare v izstopne kolektorje sprednje in zadnje stene. Nad kuriščem se delitev in premer cevi membranske stene poveča, pri čemer se na stranskih stenah reducira število cevi z viličastimi komadi za polovico.

Mešanica vode in pare se na vrhu uparajalnika iz izstopnih  kolektorjev vodi v izločevalnik vode. V njem se izloči voda od pare in voda se preko  mešalnega komada vodi nazaj do obtočnih črpalk v uparjalnik.

Zasičena para iz izločevalnika se v prvem pregrevalniku, ki je nameščen na stenah kurišča med gorilniki in odprtinami za odsesovalne jaške, posuši in začne pregrevati. V drugem protitočnem pregrevalniku, nameščenem v konvektivnem delu in v končnem pregrevalniku, ki je nameščen kot zavesni nad kuriščem, se para pregreva na končno temperaturo 540 °C pri tlaku 184,4 bar.

Vmes sta za regulacijo temperature sveže pare vgrajena dva vbrizgalna hladilnika.

Iz končnega pregrevalnika izstopa para v 4 kolektorje, v mešalnih ceveh in 2 mešalnih kolektorjih pa se odpravijo eventualne razlike v temperaturi pare v posameznih vejah. Para izstopa iz kotla po dveh parovodih sveže pare in teče preko ventilov na turbino visokega tlaka, kjer ekspandira; tlak ji pade na 42 bar in temperatura na 335 °C. Ohlajena para iz turbine teče po parovodih nazaj v kotel na ponovno pregrevanje. V tridelnem prvem ponovnem pregrevalniku, nameščenem pod grelnikom vode in v drugem ponovnem pregrevalniku, ki je kombinacija žarčnega in konvektivnega izmenjalnika, se para ponovno pregreje na 545 °C pri tlaku 41,3 bar.

## Naprava za razžveplevanje na bloku
Tehnološki proces razžveplanja dimnih plinov na bloku 5 je popolnoma enak kot na bloku 4. Razlike so v le v podrobnostih.

Število obtočnih črpalk za razprševanje absorbcijskega sredstva je samo pet in zato tudi samo pet nivojev razprševalnih šob v pralniku.
Razprševalne šobe razpršujejo suspenzijo navzor in navzdol, na B4 pa samo navzdol.

V dimovodih skozi napravo za ražvepljanje ni dodatnega ventilatorja vleka, ki pa je na Bloku 4.

Sveža kalcitna suspenzija za dopolnjevanje izgub v pralniku se pripravlja na drugačen način.

Ta naprava vsebuje samo en sistem hidrociklonov, na bloku 4 sta dva. Potrebni zrak za oksidacijo vpihujemo nad mešali na dnu pralnika, na Bloku 4 pa 12 m višje.

Pepel, sadro mešamo v končni produkt, kateremu dodamo po mešanju na transportni trak še zmleto žlindo in vse skupaj odvažamo na skupno prehodno deponijo.

## Turbina bloka 5
Parna turbina bloka 5 je istega proizvajalca kot turbina bloka 4. Turbini sta si po zgradbi  razen manjših razlik podobni le, da je moč te turbine 345 MW. 

Najvažnejše razlike so:
- v notranje visokotlačno ohišje ima vgrajenih 13 stopenj vodilnih lopatic,
- rotor visokega tlaka ima 13 nadtlačnih stopenj, katerih venci so vstavljeni v gred,
- turbina srednjega tlaka ima štiri hitrozaporne in štiri regulirne ventile,
- sita za preprečitev vstopa tujkov v turbino so v parovodih pred turbino,
- na gred rotorja srednjega tlaka je simetrično vstavljenih 23 nadtlačnih stopenj z venci lopatic,
- v notranje srednjetlačno ohišje je simetrično vgrajeno 32 stopenj vodilnih lopatic,
- parni odjemi na srednjetlačnem in nizkotlačnem ohišju so prigrajeni nekoliko spremenjeno,
- rotor nizkotlačnega dela turbine je samo eden in sicer dvojček, z dvakrat po osem vencev nadtlačnih lopatic, ki so vstavljene v gred,
- ohišje nizkotlačnega dela turbine je samo eno; notranje in zunanje. V notranje je vgrajeno 8 vencev vodilnikov z vgrajenimi lopaticami,
- za obtakanje pare v kondenzator sta prigrajena samo dva hitrozaporna in regulirna ventila.

Vse ostale električne naprave za nadzor, upravljanje in zaščito so enake, prav tako tudi primarne zaščite turbine.

## Generator bloka 5
Generator bloka 5 je trifazni sinhronski generator je iz podjetja  Kraftwerk Union z direktno hlajenim rotorjem in statorjem, z maksimalno dovoljeno vstopno temperaturo vodika 400C in tiristorskim vzbujevalnim sistemom. Navidezna moč generatorja je 377 MVA, napetost  21 kV, tok generatorja 10.400 A, vzbujalna napetost 375 V in vzbujalni tok 3.250 A pri nazivni delovni moči in tlaku vodika 3-bare. Generator obratuje s 3000 obrati/minuta in  s  frekvenco 50 Hz. 

Za hlajenje generatorja se uporablja vodik, ki direktno hladi rotor in stator.
| Sg    | 377 MVA         | Nazivna navidezna moč generatorja                                                 |
| Pt    | 345 MW          | Nazivna oddana moč turbine na gredi generatorja pri nazivnih obratovalnih pogojih |
| cosφg | 0,85            | Cosφ generatorja                                                                  |
| Ung   | 21 kV (±) 10 %  | Nazivna napetost generatorja                                                      |
| Ing   | 10.400 A        | Nazivni tok generatorja                                                           |
| Unv   | 375 V           | Nazivna napetost vzbujanja                                                        |
| Inv   | 3.470 (3.250) A | Nazivni vzbujalni tok                                                             |
| Pnv   | 1.220 kW        | Nazivna moč vzbujanja                                                             |
| n     | 3000 v/min      | Sinhronski obrati generatorja                                                     |
| fn    | 50 Hz           | Frekvenca omrežja                                                                 |

## Poglejte še
- Termoelektrarna Šoštanj blok 1 in 2
- Termoelektrarna Šoštanj blok 3
- Termoelektrarna Šoštanj blok 4
- Termoelektrarna Šoštanj blok 6

## Povezave
Spletna stran Termoelektrarne Šoštanj